# Eupithecia conjuncta
Eupithecia conjuncta là một loài bướm đêm trong họ Geometridae.